# Дом Флеера
Дом Флеера - памятник архитектуры в историческом центре г. Енисейск, улица Ленина д. 101. Носит фамилию своего владельца, купца 1-й гильдии золотопромышленника Лейвика Фишелевича Флеера.